# Fort Tas-Silġ
Fort Tas-Silġ (wcześniej pisany jako Fort Ta Silc, malt. Il-Fortizza tas-Silġ) to fort poligonalny w Marsaxlokk na Malcie. Został zbudowany przez Brytyjczyków w latach 1879–1883. Posadowiony jest na wysokim miejscu nabrzeżnego końca Delimara Point, ponad zatoką il-Ħofra-ż-Żgħira. Jego podstawową funkcją było kierowanie zmasowanym ogniem artyleryjskim z pobliskiego Fortu Delimara.
Był częścią łańcucha fortyfikacji, które w zamierzeniu miały ochraniać port Marsaxlokk. Pozostałe ‘ogniwa’ tego łańcucha to: Fort Delimara na brzegu Delimara Point, północnego ramienia zatoki Marsaxlokk, Fort San Lucian na Kbira Point, Fort Benghisa na Benghisa Point oraz Bateria Pinto i Bateria Ferretti na brzegu zatoki.
Około 300 metrów na północ od Fortu Tas-Silġ znajduje się Bateria św. Pawła, znacznie mniejsze umocnienie w stylu poligonalnym, w mocno zniszczonym stanie.

## Historia
Kamień węgielny Fortu Tas-Silġ położono w roku 1879, budowę ukończono w roku 1883. Fort ten jest klasycznym przykładem fortu poligonalnego, posiada podziemne bloki koszarowe i magazyny, a także obszerny plac musztry/parad. Fort jest otoczony rowem obronnym, a wejście było ochraniane przez posterunki karabinowe z jednej strony oraz most wiodący do bramy.
Wygląd fortu oraz jego lokalizacja były krytykowane przez wielu inżynierów wojskowych. Jego uzbrojenie w sześć dział RML 64/64 było kilkakrotnie zmieniane, zanim zostało usunięte w roku 1903.
W latach 1950. fort był używany przez RAF (100. Jednostka Sygnalizacyjna). W tym czasie maskotką jednostki był pies Dodger. Jego następcą był pies Rusty, później suka Scrubber, która urodziła 14 szczeniaków; wszystkie znalazły dom gdzieś na Malcie. Jedna z trzech anten radiowych w obozie była przedstawiona w filmie z 1953 roku The Malta Story.
W roku 1960 fort został ostatecznie wycofany z użycia militarnego i przekazany władzom cywilnym.

## Współcześnie
Od roku 1991 fort jest wynajmowany Island Sanctuary jako schronisko dla psów. Schronisko płaci rządowi za wynajem fortu €232 rocznie.
Wartownia i rów obronny od strony wybrzeża są w dobrym stanie, lecz wewnętrzna ściana północnego odcinka rowu jest w znacznym stopniu zniszczona.
W roku 2015 fort został zakwalifikowany jako możliwe miejsce na kampus dla mającego powstać American University of Malta. Nie został jednak wybrany, a kampus będzie rozdzielony pomiędzy Dok nr 1 w Cospicua a Żonqor Point w Marsaskala.

## Galeria

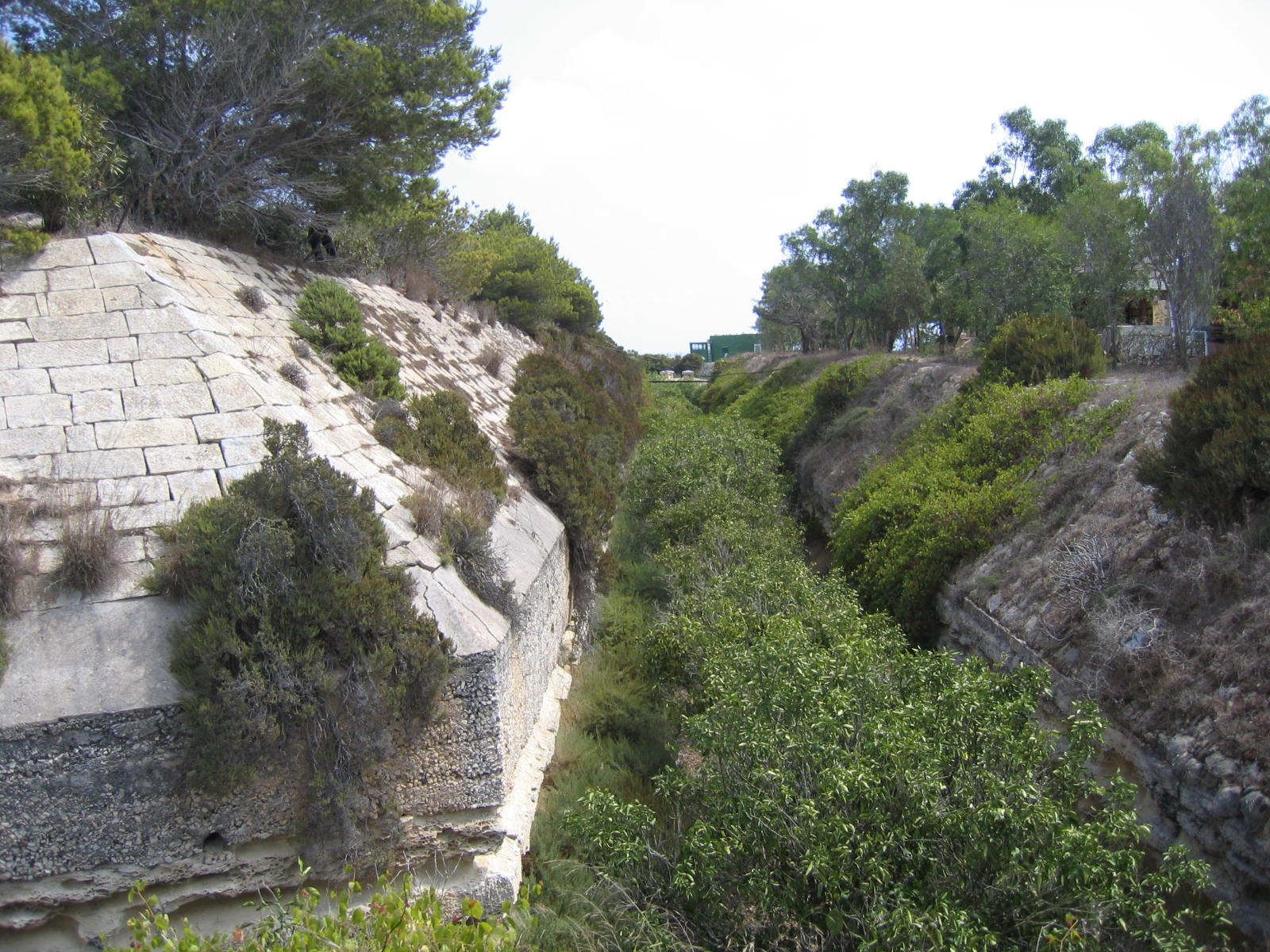
Skarpa i rów obronny
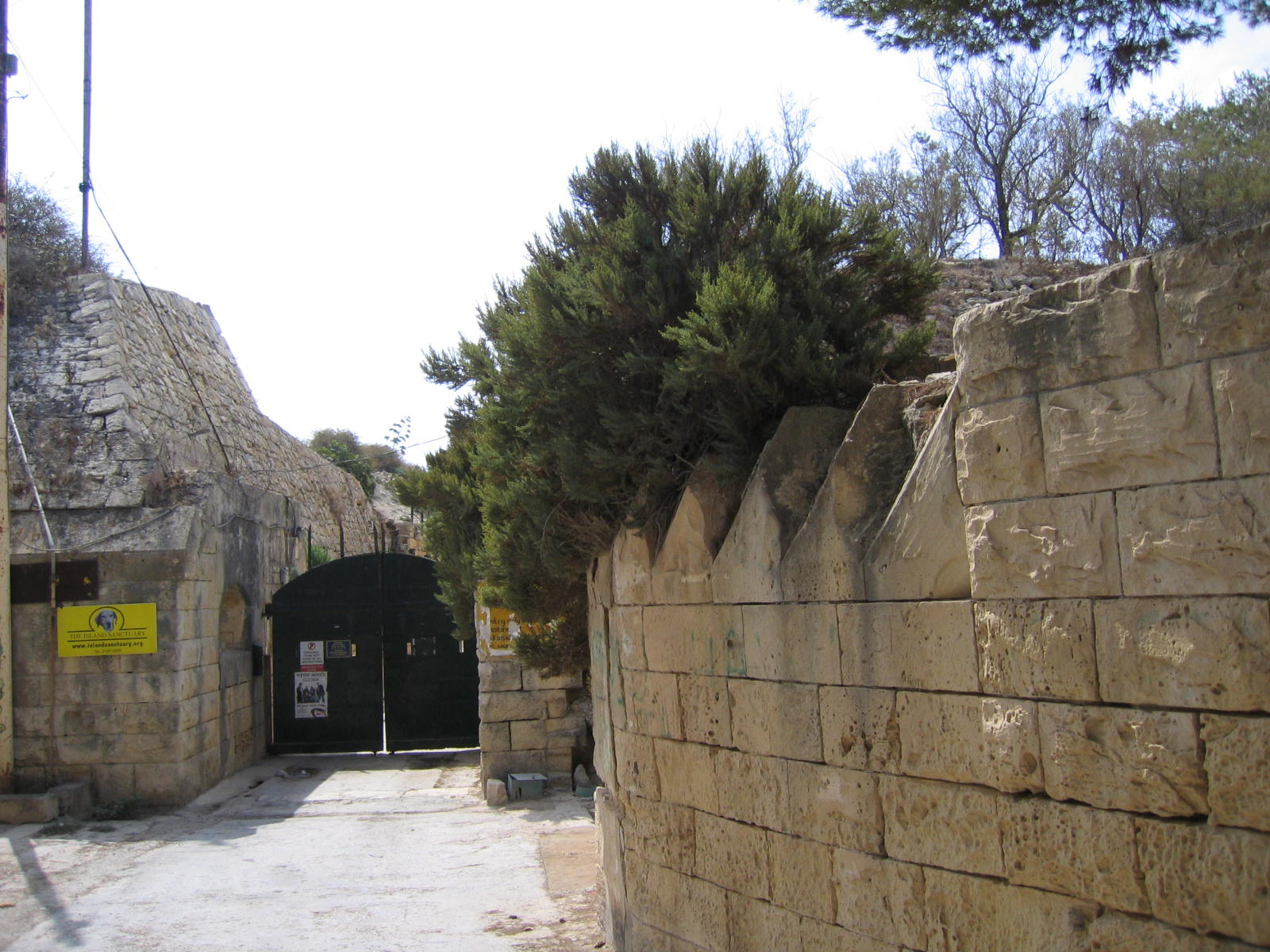
Wartownia i rampa dojazdowa
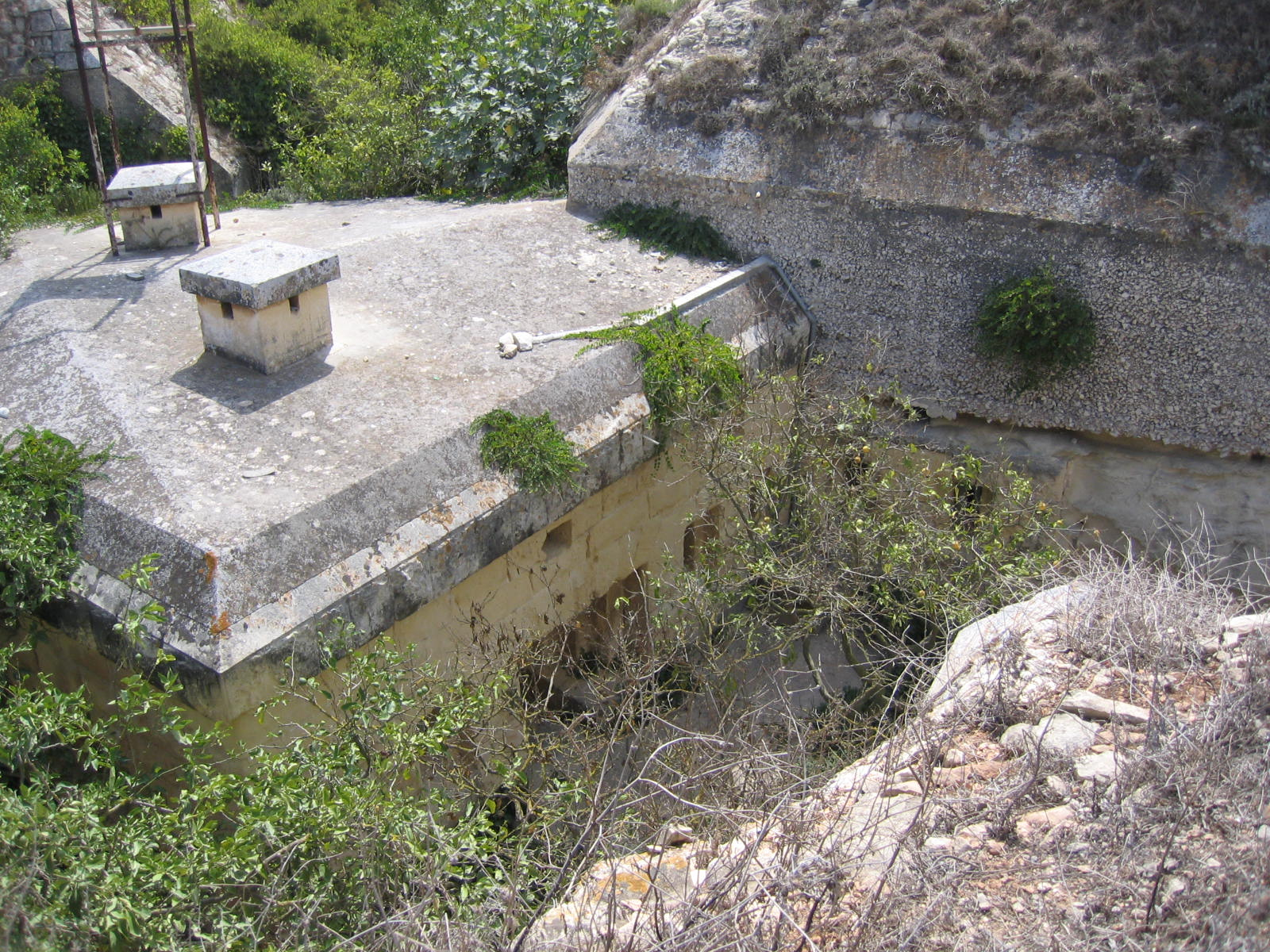
Kaponiera
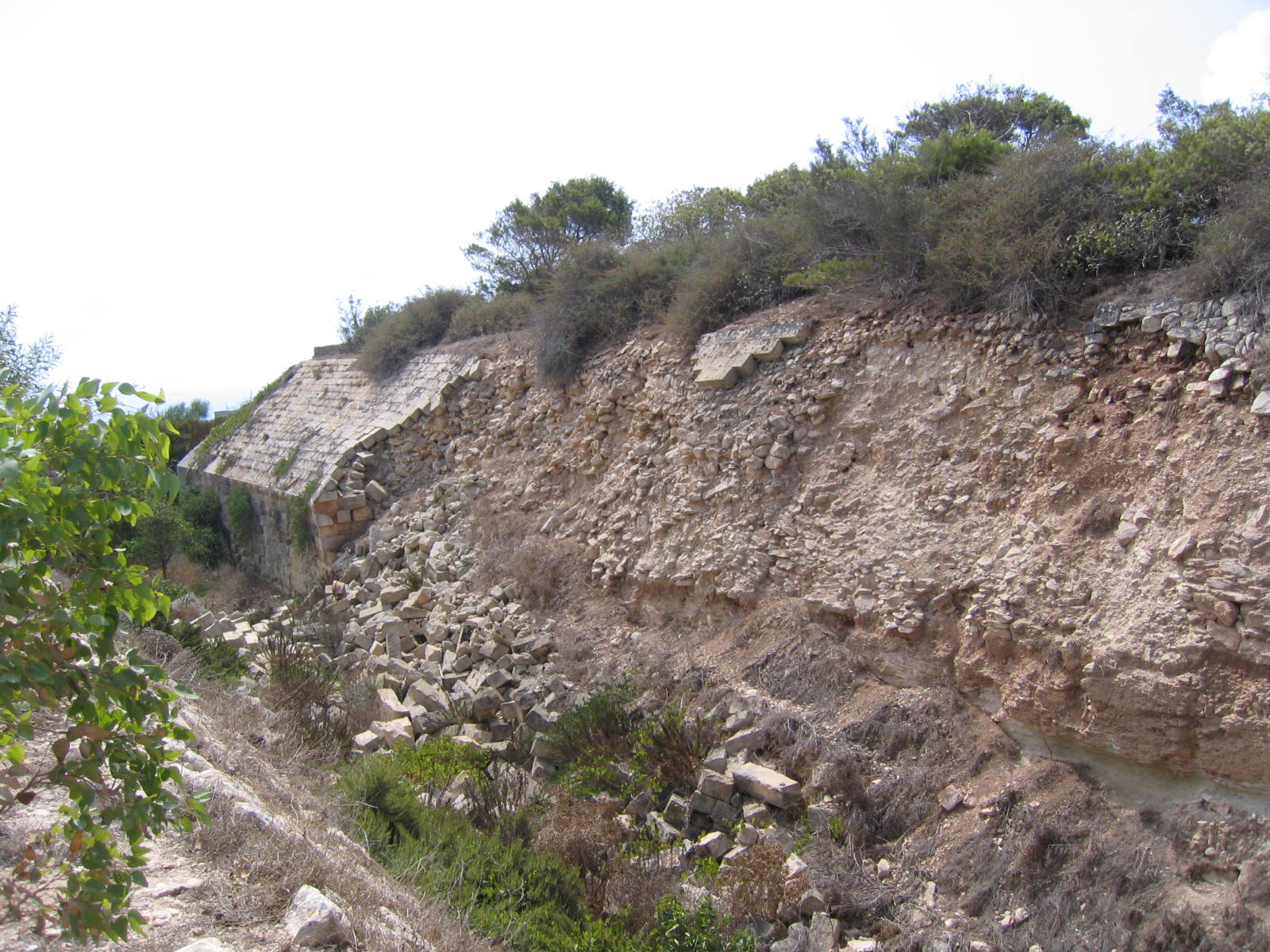
Obsunięta skarpa
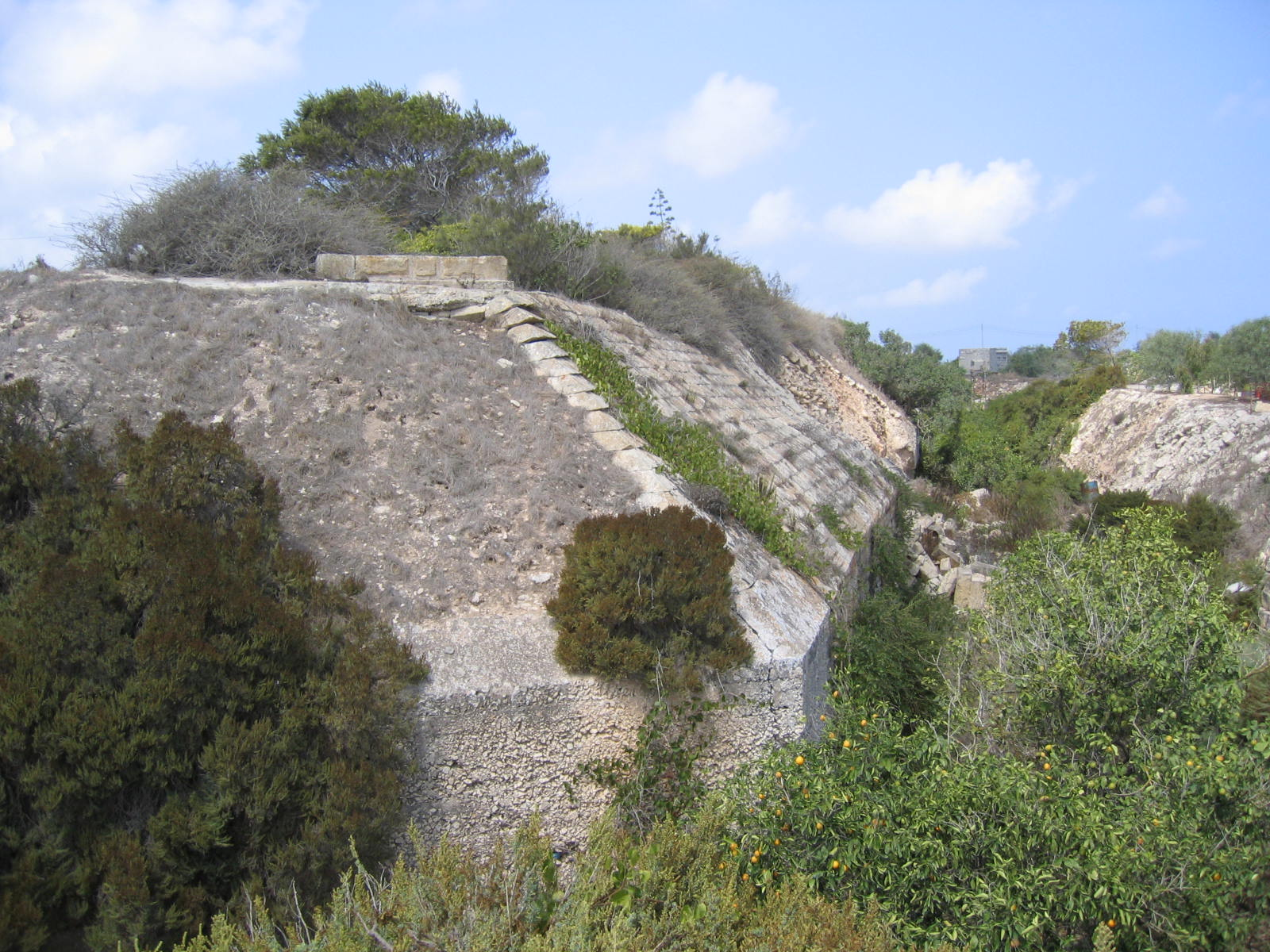
Skarpa i rów obronny
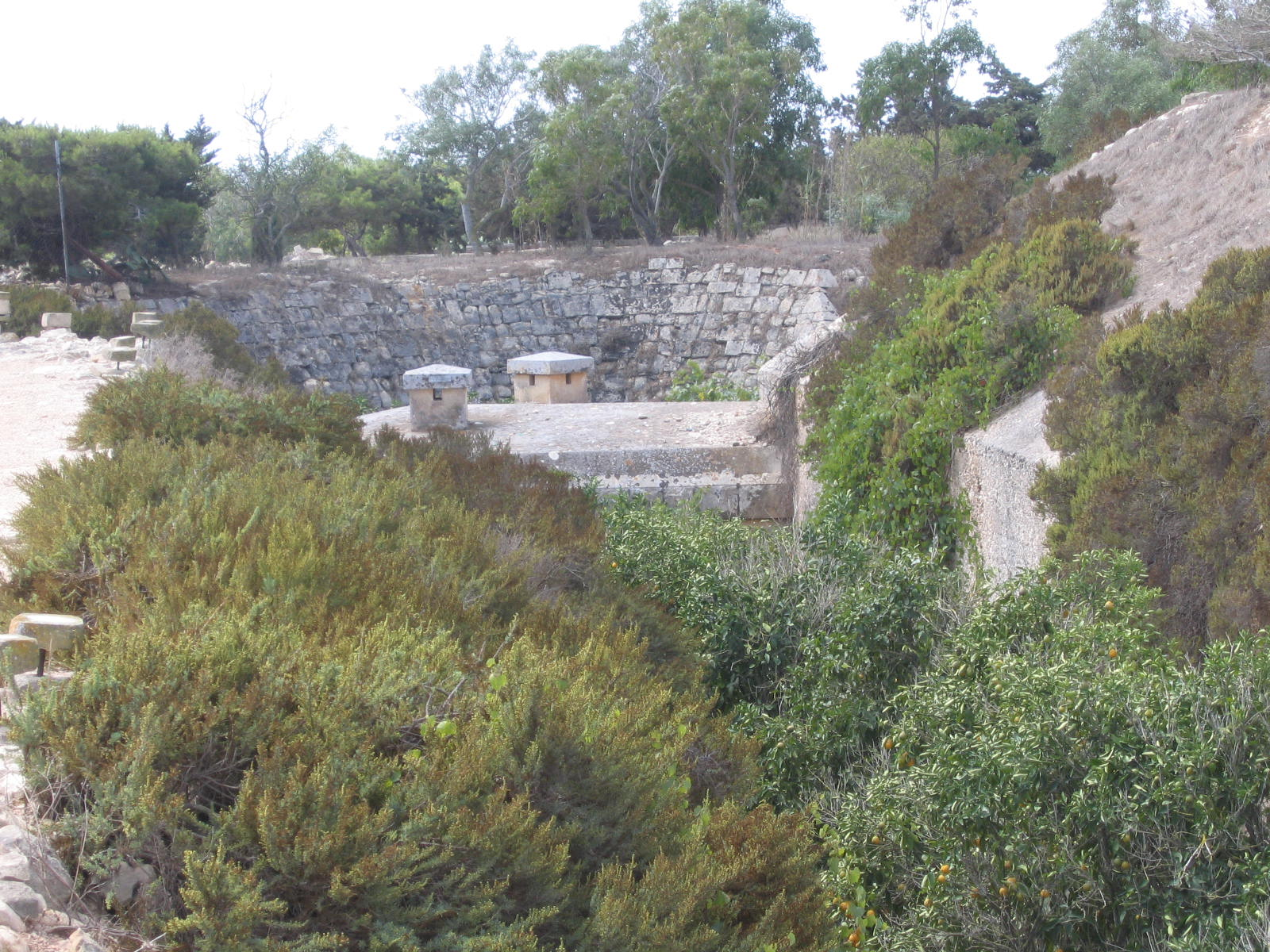
Przeciwskarpa i kaponiera
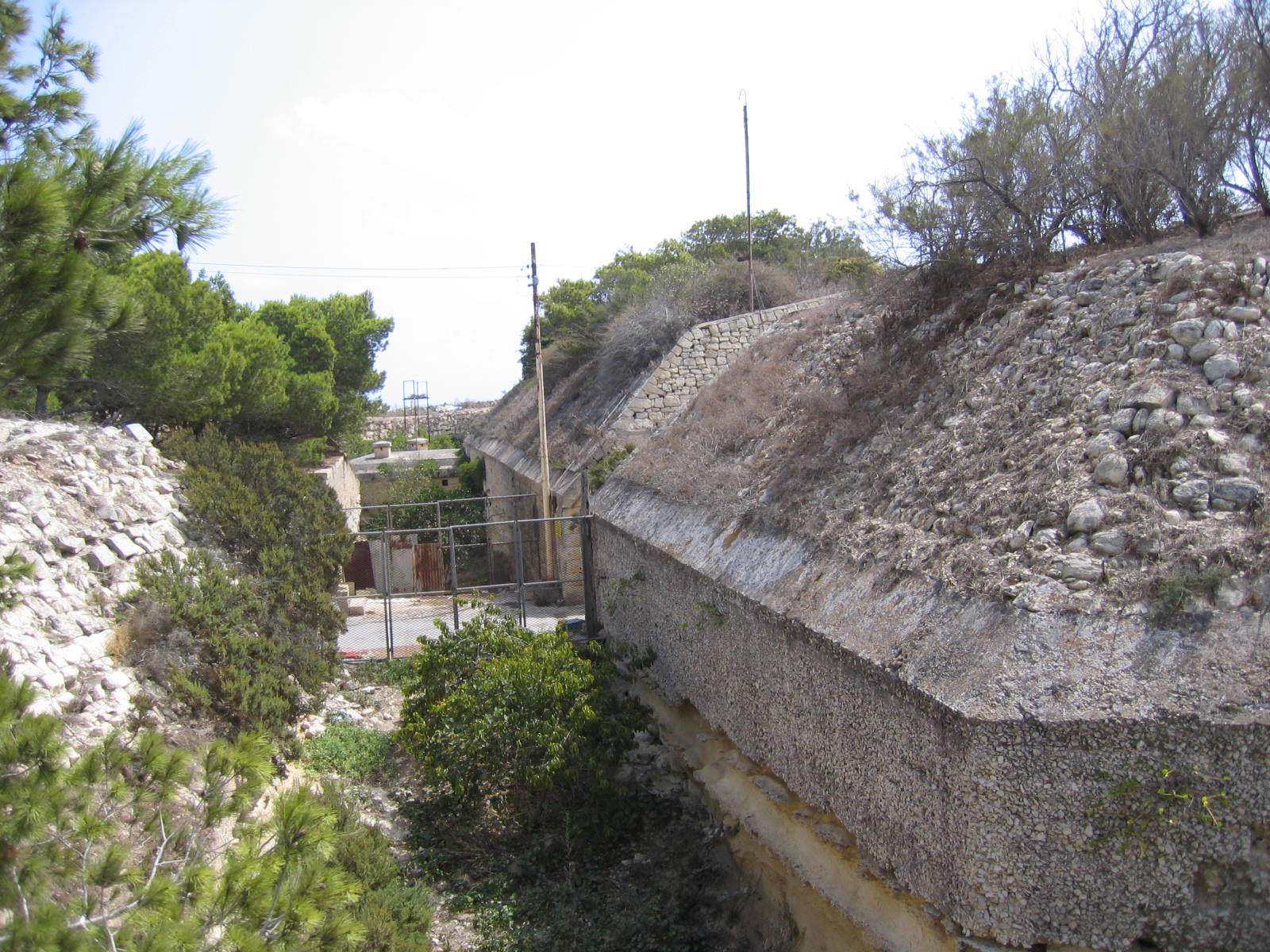
Rów obronny przy wartowni
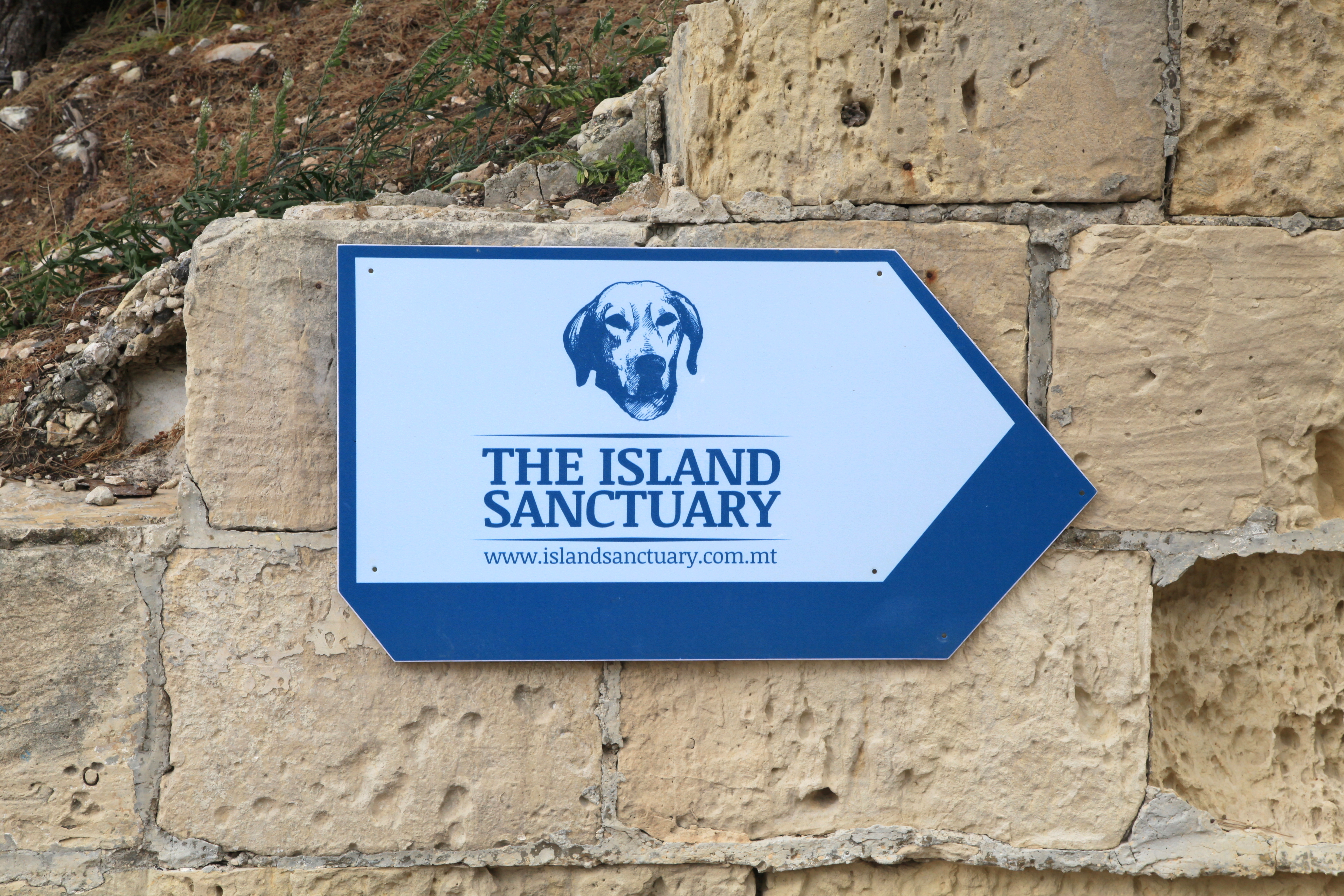
Logo The Island Sanctuary
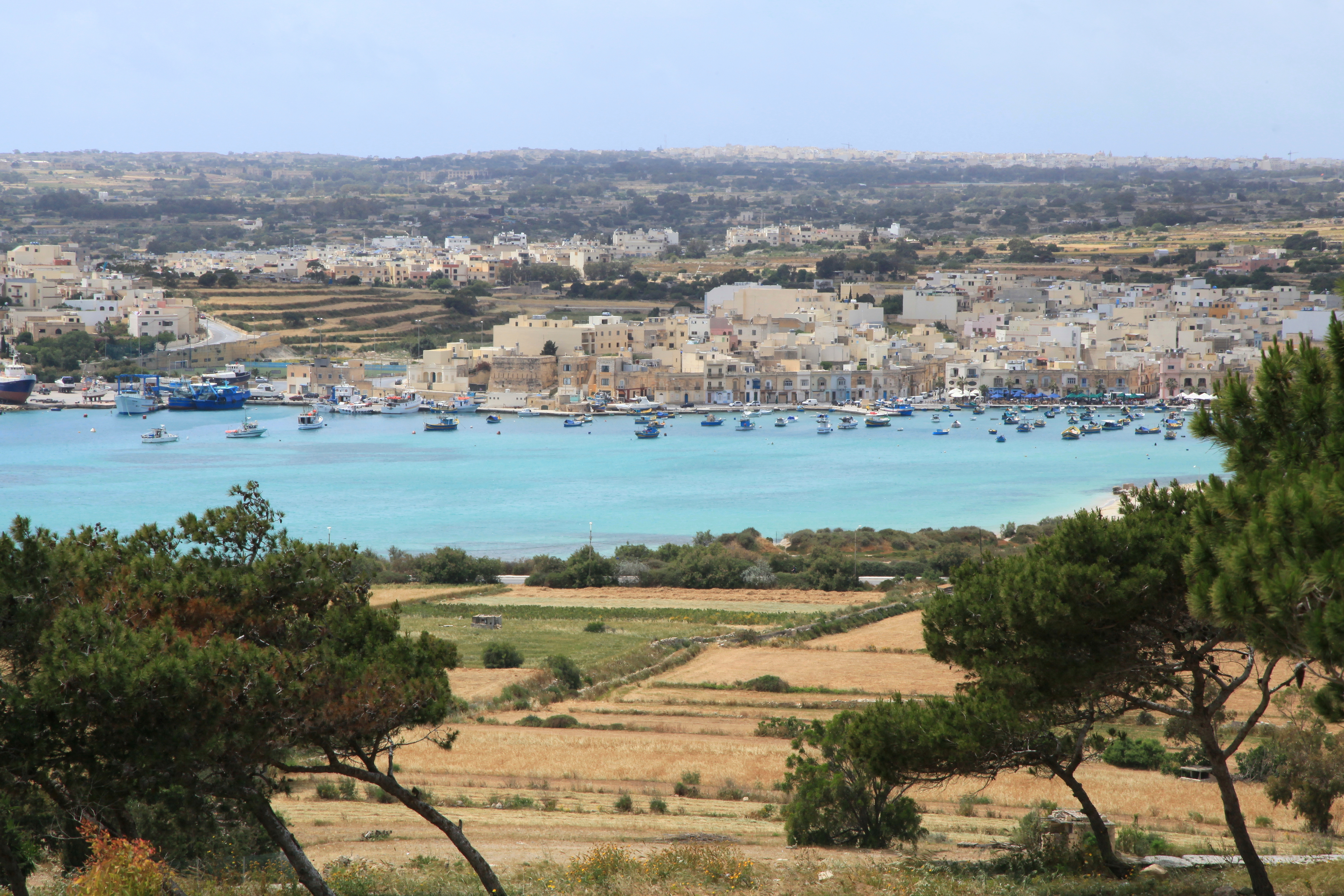
Widok z fortu